# She Lay Gutted
She Lay Gutted är det amerikanska death metal-bandet Disgorges andra studioalbum, släppt november 1999 av skivbolaget Unique Leader Records.

## Låtförteckning
1. "Revelations XVIII" – 3:31
2. "She Lay Gutted" – 2:40
3. "Exhuming the Disemboweled" – 3:01
4. "Compost Devourment" – 1:52
5. "Sodomize the Bleeding" – 3:05
6. "False Conception" – 2:50
7. "Womb Full of Scabs" – 2:24
8. "Disfigured Catacombs" – 2:37
9. "Purifying the Cavity" – 2:50

Text och musik: Disgorge

## Medverkande
Musiker (Disgorge-medlemmar)
- Matti Way – sång
- Diego Sanchez – gitarr
- Ricky Myers – trummor
- Ben Marlin – basgitarr

Bidragande musiker
- Erik Lindmark – bakgrundssång

Produktion
- Disgorge – producent
- Thomas E. Gingell – ljudtekniker, ljudmix
- Jon Zig – omslagskonst
- Larisa Hull – foto
- Steve Miller – foto